# Universitäten und gleichgestellte Hochschulen

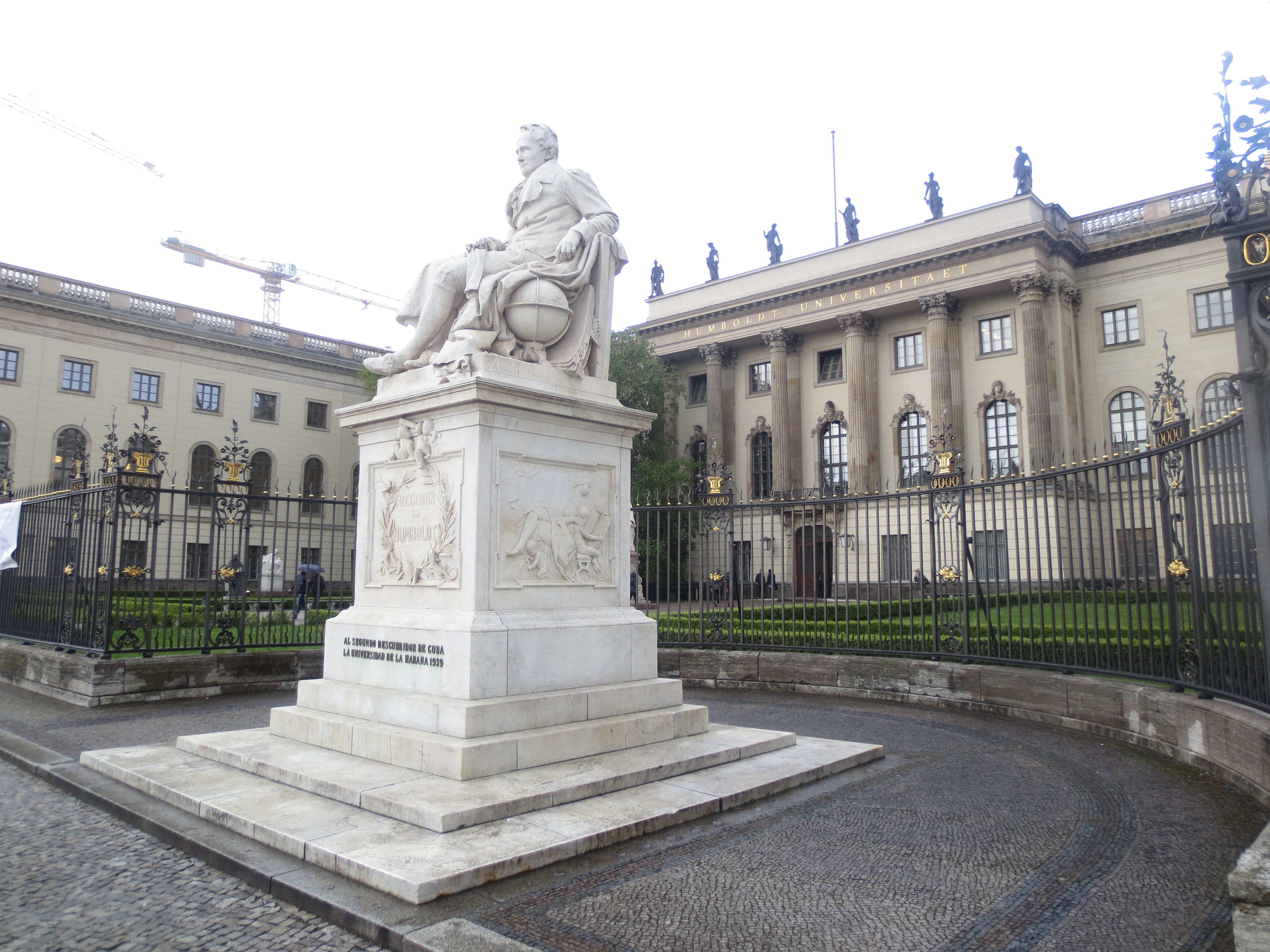
Humboldt-Universität zu Berlin

Universitäten und gleichgestellte Hochschulen besitzen das Promotionsrecht. In der Bundesrepublik Deutschland zählen hierzu die folgenden Hochschultypen:
- Universitäten,
- Gesamthochschulen,
- Medizinische Hochschulen,
- Pädagogische Hochschulen,
- Technische Hochschulen mit Universitätsstatus.

Kunst- und Musikhochschulen nehmen eine Sonderstellung ein, da einige ein eingeschränktes Promotionsrecht im künstlerisch-wissenschaftlichen Bereich besitzen, andere nicht. Ebenso haben ein Teil der theologischen Hochschulen (z. B. die Philosophisch-Theologische Hochschule in Vallendar mit universitären Studiengängen) sowie vereinzelt Wirtschafts- oder Handelshochschulen ein Promotionsrecht.
Fachhochschulen und Hochschulen für angewandte Wissenschaften (HAW) besaßen bis zu Beginn der 2020er Jahre zumeist kein eigenes Promotionsrecht, bilden allerdings – wie Universitäten – in Bachelor- und Master-Studiengängen aus. Absolventen von Masterstudiengängen sind promotionsberechtigt an den Universitäten und gleichgestellten Hochschulen mit Promotionsrecht. Professoren an Fachhochschulen können in vielen bundesdeutschen Ländern als Betreuer oder Prüfer in einem Promotionsverfahren wirken. Seit den 2010er-Jahren wird das Promotionsrecht auch an einzelne Fachhochschulen oder Verbünde von Fachhochschulen verliehen. Mit Beginn der 2020er Jahre bildeten sich in mehreren Bundesländern Promotionskollegs, in denen Fachhochschulen und HAW eigenständige Promotionsverfahren, ohne Beteiligung von Universitäten, durchführen können, beispielsweise in Nordrhein-Westfalen, Schleswig-Holstein oder Baden-Württemberg.

## Verwendung
Der Ausdruck „Universitäten und gleichgestellte Hochschulen“ im Sinne von promotionsberechtigten Hochschulen wird in Publikationen der Hochschulrektorenkonferenz (HRK), der Kultusministerkonferenz (KMK), dem Bundesministerium für Bildung und Forschung (BMBF) und dem Statistischen Bundesamt verwendet.
Die Formulierung ist in den Hochschulgesetzen der Länder zu finden als Gruppenbegriff für promotionsberechtigte Hochschulen. Im Landeshochschulgesetz von Baden-Württemberg werden die promotionsberechtigten Hochschulen einzeln aufgeführt (ohne gruppierenden Begriff, auch in § 38 Promotion). Der Begriff der gleichgestellten Hochschulen ist an anderen Stellen zur Vereinfachung vorzufinden.
Außerdem wird der Begriff der Universitäten und gleichgestellten Hochschulen in der aktuellen Besoldungsordnung W für Hochschullehrer (Professoren) verwendet.

## Begriffsgeschichte
Bis in die 1990er Jahre hinein wurden Hochschulen mit Promotionsrecht auch als "Wissenschaftliche Hochschulen" bezeichnet. Der Begriff ist jedoch nicht mehr amtlich, d. h., er wird in Gesetzen und Beschlüssen nicht mehr verwendet, insbesondere nicht in den Hochschulgesetzen der Länder, dem Hochschulrahmengesetz (HRG) des Bundes, den Veröffentlichungen und Beschlüssen der Kultusministerkonferenz, der Hochschulrektorenkonferenz und dem Bundesministerium für Bildung und Forschung (BMBF) sowie den Veröffentlichungen des Statistischen Bundesamtes. Der Auftrag zur Forschung und die wissenschaftliche Grundlage sind auch für Fachhochschulen in den Landeshochschulgesetzen eindeutig verankert. Da der Begriff der Wissenschaftlichen Hochschule implizieren könnte, dass andere Hochschulen unwissenschaftlich seien, trifft der Begriff nicht die hochschulpolitischen Entwicklungen und Realitäten.
In Nordrhein-Westfalen wurde beispielsweise 1993 das Gesetz über die Wissenschaftlichen Hochschulen des Landes Nordrhein-Westfalen (WissHG) in das Gesetz über die Universitäten des Landes Nordrhein-Westfalen (Universitätsgesetz – UG) umbenannt. Später wurde daraus das Hochschulgesetz (HG), das die Fachhochschulen in ein gemeinsames Gesetzeswerk integriert. Die aktuelle Fassung von 2006 wird als Hochschulfreiheitsgesetz (HFG) bezeichnet. Das Hochschulgesetz von Nordrhein-Westfalen verwendet keinen speziellen Gruppenbegriff mehr für promotionsberechtigte Hochschulen und führt diese unter dem Begriff der Universitäten, auch diejenigen, die Universität nicht im Namen tragen, wie die RWTH Aachen. Das Bayerische Hochschulgesetz verwendet ebenfalls keinen speziellen Gruppenbegriff für promotionsberechtigte Hochschulen und fasst diese als Universitäten zusammen. Weitere promotionsberechtigte Hochschulen werden einzeln aufgeführt.
Zudem wurde der Begriff der Wissenschaftlichen Hochschule in der alten Besoldungsordnung C für Hochschullehrer (Professoren) verwendet, die spätestens seit 2005 in allen Bundesländern durch die neue Besoldungsordnung W ersetzt wurde, die den Begriff „Universitäten und gleichgestellte Hochschulen“ verwendet.